# Viola Amherd
Viola Amherd   (Brig-Glis, 7 de juny de 1962) és una política suïssa, membre del Consell Federal suís d'ençà del 2019, i escollida presidenta de la Confederació Suïssa el 2024. En l'anterior legislatura, fou la cap del Departament Federal de Defensa, Protecció Civil i Esports. Amherd va ser membre del Partit Popular Democristià de Suïssa (CVP/PDC) fins al 2021, quan es va fusionar amb el Partit Demòcrata Conservador (BDP/PBD) per formar Le Centre (DM/LC), al qual es va unir.

## Biografia

### Carrera política
Amherd va ser membre de l'ajuntament de Brig-Glis (Stadtrat, membre executiu) de 1992 a 1996, vicepresidenta (1996-2000) i presidenta (2000-2012) del municipi. Representant el cantó del Valais, va ser membre del Consell Nacional Suís del 31 de maig de 2005 al 31 de desembre de 2018. A les eleccions al Consell Federal del 9 de desembre de 2015, Amherd va rebre 16 vots per a l'escó vacant que ocupava Eveline Widmer-Schlumpf fins al 31 de desembre següent, tot i que no havia presentat el seu nom com a candidata. L'escó finalment va ser per a Guy Parmelin.
En el curs de les especulacions sobre una candidatura al Consell Federal, va anunciar la seva candidatura per a la substitució de Doris Leuthard el 5 d'octubre de 2018. El 16 de novembre de 2018, Amherd i Heidi Z'graggen, una executiva local del cantó d'Uri, van ser proposats com a candidats al Consell Federal pel CVP/PDC. El 5 de desembre següent, va ser escollida al Consell Federal amb 148 vots en la primera votació al costat de Karin Keller-Sutter de FDP/Els liberals.
El 10 de desembre de 2018, es va anunciar que Amherd dirigiria el Departament Federal de Defensa, Protecció Civil i Esport (DDPS) a partir de l'1 de gener de 2019. Amherd es va convertir en la primera dona a ocupar el càrrec.

### Vida personal
Amherd es va graduar a l'Escola de Gramàtica Llatina en el Col·legi de Brig el 1982. De 1982 a 1987 va estudiar jurisprudència a la Universitat de Friburg i el 1987 va rebre la llicenciatura en totes dues lleis. Després va completar un internat com a advocada i notària a Brig-Glis fins a 1990. El 1990 va obtenir el títol de notària del cantó de Valais i el 1991 el diploma d'advocat i l'examen de barres del cantó de Valais. Des de 1991 ha treballat com a advocada i notària autònoma amb una oficina en Brig-Glis i de 1994 a 2006 com a jutgessa a temps parcial de la Comissió Federal d'Apel·lacions de Personal. Viola Amherd és soltera i viu a Brig-Glis.

## Posicions polítiques
És percebuda com a liberal i humanista en temes socials (per exemple va lluitar al Valais per l'autorització de l'avortament en l'anomenat règim de "retards" i està compromesa amb les quotes femenines i el matrimoni per a tothom), cosa que li va valer inicialment una certa desconfiança de membres del seu partit, però compta amb el suport dels conservadors en la seva qualitat de representant dels interessos dels cantons de muntanya.